# Jimmy Laureys
Jimmy Laureys, pseudonim Belgijska Bestia (ur. 7 lipca 1981, Sint-Niklaas) – belgijski trójboista siłowy i strongman.
Najlepszy belgijski strongman w historii tego sportu. Mistrz Belgii Strongman w latach 2008, 2009, 2010, 2011 i 2012.

## Życiorys
Jimmy Laureys rozpoczął treningi siłowe w wieku piętnastu lat. W wieku siedemnastu lat rozpoczął treningi w trójboju siłowym, w wieku dwudziestu trzech lat jako siłacz.
Wziął udział w indywidualnych Mistrzostwach Świata Strongman 2009, jednak nie zakwalifikował się do finału. Jest pierwszym Belgiem, który wziął udział w tych zawodach.
Mieszka w Sint-Pauwels (Prowincja Flandria Wschodnia).
Wymiary:
- wzrost 193 cm
- waga 140 – 150 kg
- biceps 54,5 cm
- klatka piersiowa 149 cm

Rekordy życiowe:
- przysiad 335 kg
- wyciskanie 235 kg
- martwy ciąg 365 kg

## Osiągnięcia strongman
- 2001
  - 2. miejsce - Mistrzostwa Flandrii Strongman
- 2002
  - 2. miejsce - Mistrzostwa Flandrii Strongman
- 2008
  - 11. miejsce - Liga Mistrzów Strongman 2008: Varsseveld
  - 9. miejsce - Liga Mistrzów Strongman 2008: Wilno
  - 1. miejsce - Mistrzostwa Belgii Strongman
- 2009
  - 6. miejsce - Liga Mistrzów Strongman 2009: Bratysława
  - 5. miejsce - Liga Mistrzów Strongman 2009: Terborg
  - 1. miejsce - Mistrzostwa Belgii Strongman
- 2010
  - 1. miejsce - Mistrzostwa Belgii Strongman